# Mariinka, Sînelnîkove
Mariinka (în ucraineană Мар`їнка) este un sat în comuna Mariivka din raionul Sînelnîkove, regiunea Dnipropetrovsk, Ucraina.

## Demografie
Componența lingvistică a localității Mariinka
     Ucraineană (83,65%)
     Rusă (16,35%)
Conform recensământului din 2001, majoritatea populației localității Mariinka era vorbitoare de ucraineană (83,65%), existând în minoritate și vorbitori de rusă (16,35%).